# Nuri Demirağ
Nuri Demirağ, (en turc: Nuri Demirağ) (1886, Divriği -  13 novembre 1957, Istanbul) est un homme politique et riche homme d'affaires, industriel et philanthrope turc.

## Débuts dans l'industrie
La première entreprise de Nuri Demirağ était spécialisée dans la fabrication du papier à cigarette. Devenu millionnaire, il investit alors son capital dans le développement du réseau ferré national (chemins de fer de la république turque), d'où son surnom de « Demirağ » (« toile de fer ») que lui attribue le président de la république turque, Mustafa Kemal Atatürk. 
Il lance la création de la première usine de construction d'avions en Turquie, la première usine de production de papier à cigarette. C'est aussi le premier à s'intéresser à la construction d'un pont sur le Bosphore, et au projet de construction du barrage de Keban. Il est surtout connu pour ses réalisations dans l'industrie de l'aviation.

## Constructeur aéronautique
Il se lance dans la construction aéronautique et à partir du MMV-1 du concepteur Selahattin Resit Alan, il développa le NuD-36, un biplan monomoteur d'entrainement biplace.
Le THK (Association d'aéronautique turque) lui passe commande de 24 NuD-36 ainsi que de 65 Sch-5 (Planeur sous licence russe) en 1937-1938.
À la suite de l'accident d'atterrissage mortel de S.R Alan à Eskişehir, le THK annule toutes ses commandes le 8 novembre 1943, ce qui va entrainer une réelle controverse et par la même occasion la ruine économique de N. Demirağ.
À ce moment 12 NuD-36 et un nombre inconnu de Sch-5 (24 selon certaines sources)  ont été produits, il tente alors de les vendre à l'étranger : (Égypte, Iran, Irak et Espagne). Mais cela ne se fait pas à cause de l'opposition du gouvernement turc. Les avions sont donc affectés à l'école de pilotage de N. Demirağ(Gök Uçus Okulu) ouverte depuis le 17 août 1941 sur le site de l'actuel aéroport international Atatürk.
L'usine Demirağ réussit à garder la tête hors de l'eau grâce aux contrats de maintenance de l'Armée de l'air turque, et ce jusqu'au cours des années 1950 avant de devoir cesser définitivement ses activités. 
Seuls deux avions sortent des cartons de Demirağ: le NuD-36 et le NuD-38.

## Homme politique
Enfin, Nuri Demirağ est aussi le fondateur du Parti national de développement, le troisième parti d'opposition de la République de Turquie.